# 16 bloků
16 bloků je americký film z roku 2006 režírovaný Richardem Donnerem. Hlavní role zde hrají Bruce Willis, Mos Def a David Morse.

## Děj
Film začíná tím, že Jack Mosley sedí v autobuse a posílá zprávu své sestře. Je právě po flámu a vzpamatovává se z kocoviny.
Policie právě zatkla obyčejného zlodějíčka Eddieho a Jack dostává za úkol dopravit ho k 16 bloků vzdálenému soudu k výslechu.
V autě jde zločinec znuděnému policistovi na nervy. Jenže brzy oba poznají, že má někdo eminentní zájem, aby cestu nedokončili.
Jde jim o život a Jack nemůže věřit ani policistům, protože Eddie má svědčit proti jednomu z nich. Nejvíce se je snaží zastavit Frank Nugent, specialista na vraždy.
Zločinec a policista, tak musí spolu spolupracovat, protože je to boj o holý život. Půjde po nich dokonce i SWAT tým, to když se oba dostanou do autobusu plného lidí. Povede se jim ale uniknout, i když je Eddie postřelen do břicha. Jack volá své sestře Dianě, která je zdravotnicí. Ta přijede i se sanitkou, Eddiemu je dopřána pomoc a jede se k soudu. Frank se ještě naposledy pokusí zamezit jim v cestě k soudu. Jenže Jack dalším trikem s Eddiem zmizí nepřátelům z dohledu.
V následujícím rozhovoru oba zjišťují, že Jack je jeden z těch, proti kterým měl Eddie svědčit, aniž by o tom věděl.

## Obsazení
- Bruce Willis – detektiv Jack Mosley
- Mos Def – Eddie Bunker
- David Morse – detektiv Frank Nugent
- Jenna Stern – Diane Mosley
- Casey Sander – kapitán Dan Gruber
- Jeffrey Kelly – detektiv Holland